# Consistório Ordinário Público de 1983
Anunciado em 5 de janeiro de 1983, em 2 de fevereiro de 1983, o Papa João Paulo II criou dezoito novos cardeais, dos quais, dezesseis eleitores:

## Cardeais Eleitores
| Nº                 | País               | Nome                         | Idade              | Cargo                                                                        | Título ou Diaconia                                                     |
| Cardeais eleitores | Cardeais eleitores | Cardeais eleitores           | Cardeais eleitores | Cardeais eleitores                                                           | Cardeais eleitores                                                     |
| ------------------ | ------------------ | ---------------------------- | ------------------ | ---------------------------------------------------------------------------- | ---------------------------------------------------------------------- |
| 1                  | Líbano             | Antoine Pierre Khoraiche †   | 75                 | patriarca de Antioquia dos Maronitas                                         | Cardeal-bispo                                                          |
| 2                  | Costa do Marfim    | Bernard Yago †               | 66                 | arcebispo de Abidjan                                                         | Cardeal-presbítero de São Crisógono                                    |
| 3                  | Itália             | Aurelio Sabattani †          | 70                 | pró-prefeito da Assinatura Apostólica                                        | Cardeal-diácono de Santo Apolinário nas Termas Neronianas-Alexandrinas |
| 4                  | Croácia            | Franjo Kuharić †             | 63                 | arcebispo de Zagreb                                                          | Cardeal-presbítero de São Jerônimo dos Croatas                         |
| 5                  | Itália             | Giuseppe Casoria †           | 74                 | pró-prefeito da Congregação para o Culto Divino e Disciplina dos Sacramentos | Cardeal-diácono de São José na Via Trionfale                           |
| 6                  | Venezuela          | José Alí Lebrún Moratinos †  | 63                 | arcebispo de Caracas                                                         | Cardeal-presbítero de São Pancrácio                                    |
| 7                  | Estados Unidos     | Joseph Louis Bernardin †     | 54                 | arcebispo de Chicago                                                         | Cardeal-presbítero de Jesus Divino Trabalhador                         |
| 8                  | Tailândia          | Michael Michai Kitbunchu     | 54                 | arcebipo de Bangkok                                                          | Cardeal-presbítero de São Lourenço em Panisperna                       |
| 9                  | Angola             | Alexandre do Nascimento †    | 57                 | arcebispo de Lubango                                                         | Cardeal-presbítero de São Marcos em Agro Laurentino                    |
| 10                 | Colômbia           | Alfonso López Trujillo †     | 47                 | arcebispo de Medellín                                                        | Cardeal-presbítero de Santa Priscila                                   |
| 11                 | Bélgica            | Godfried Danneels †          | 49                 | arcebispo de Michelen-Bruxelas                                               | Cardeal-presbítero de Santa Anastásia                                  |
| 12                 | Nova Zelândia      | Thomas Stafford Williams †   | 52                 | arcebispo de Wellington                                                      | Cardeal-presbítero de Gesù Divin Maestro alla Pineta Sacchetti         |
| 13                 | Itália             | Carlo Maria Martini, S.J. †  | 55                 | arcebispo de Milão                                                           | Cardeal-presbítero de Santa Cecília                                    |
| 14                 | França             | Jean-Marie Lustiger †        | 56                 | arcebispo de Paris                                                           | Cardeal-presbítero de Santos Marcelino e Pedro                         |
| 15                 | Polónia            | Józef Glemp †                | 53                 | arcebispo de Gniezno                                                         | Cardeal-presbítero de Santa Maria além do Tibre                        |
| 16                 | Alemanha Ocidental | Joachim Meisner †            | 49                 | arcebispo de Colônia                                                         | Cardeal-presbítero de Santa Pudenciana                                 |
| Cardeais Eméritos  |                    |                              |                    |                                                                              |                                                                        |
| 17                 | Letónia            | Julijans Vaivods †           | 87                 | administrador apostólico de Riga                                             | Cardeal-presbítero de Santos Quatro Mártires Coroados                  |
| 18                 | França             | Henri-Marie de Lubac, S.J. † | 86                 | Presbitero da Companhia de Jesus                                             | Cardeal-diácono de Santa Maria in Domnica                              |